# Monasterio Palcho

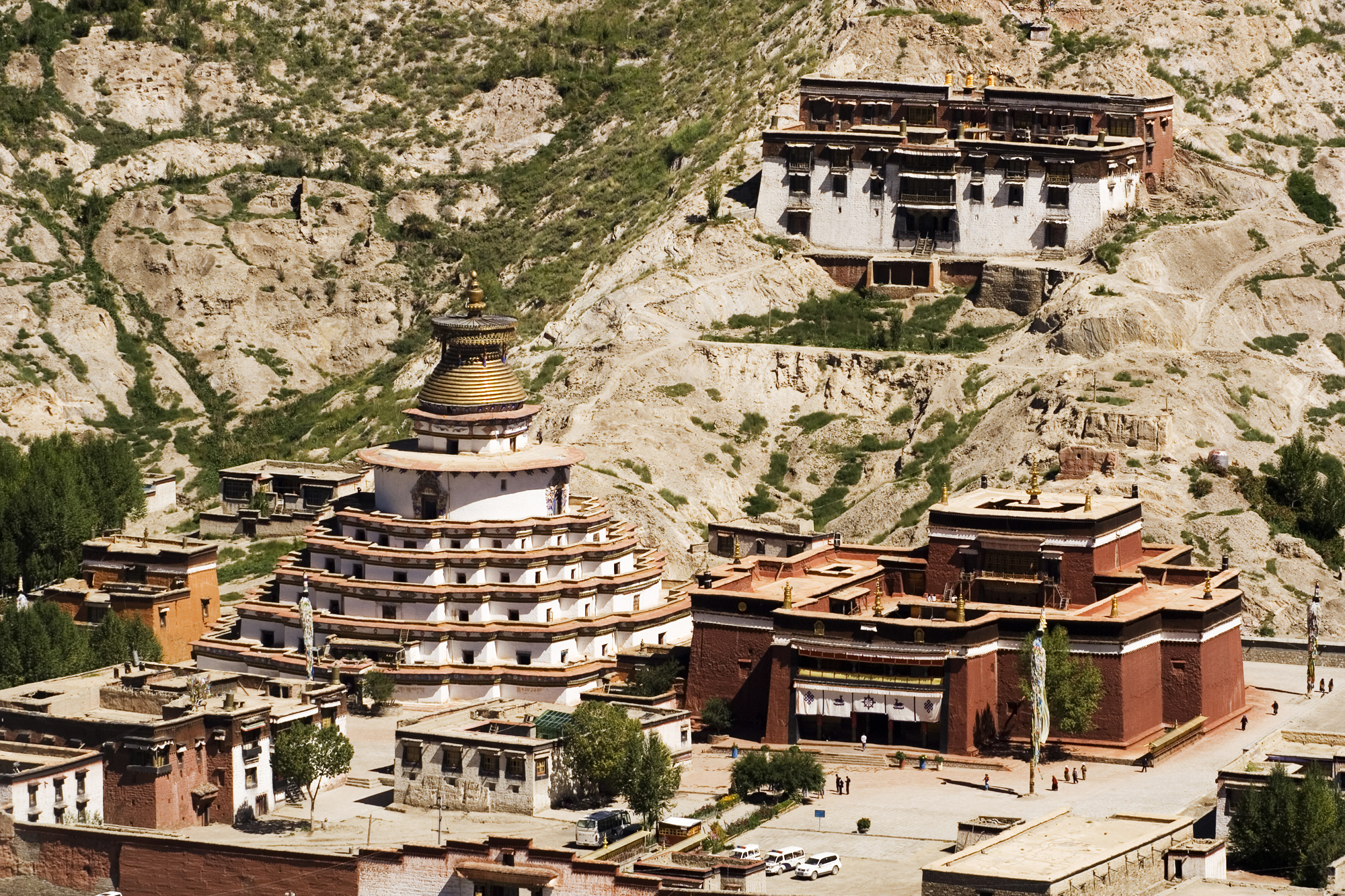
El Kumbum del Monasterio Palcho

El monasterio Palcho también conocido como Pelkor Chode o Shekar Gyantse, es un monasterio budista localizado en la población de Gyantse, en la prefectura de Shigatse, en el Tíbet, en la República Popular de China. Es un complejo de diversas estructuras tipo estupa y templo. Este complejo es también reconocido, debido a que es el único en el Tíbet en el que conviven tres escuelas o tradiciones budistas tibetanas: Gelugpa, Sakypa y Kadampa.

## Historia
El Monasterio Palcho fue fundado en 1427 y fue construido en tan solo 10 años. Es el único monasterio en el Tíbet que ha albergado a monjes de diferentes sectas budistas que han convivido en armonía. Su construcción fue una combinación de arquitectura Han, tibetana y nepalí.
A lo largo de su historia, el monasterio ha sufrido dos destrucciones considerables. Durante la invasión británica en 1904 y durante la Revolución Cultural en 1959. Las estructuras han logrado ser reconstruidos y sobrevivido hasta el presente.

## Tshomchen
El complejo del monasterio se compone de un templo principal denominado Tsulaklakang, dentro del cual se ubica el salón de asambleas, que es el sitio más importante del monasterio. Este salón se conoce como el Tshomchem en tibetano y se encuentra en buenas condiciones, consta de tres plantas y murales en excelente estado de conservación que datan del siglo XV. En la primera planta del Tshomchem se puede observar una imagen de los cuatro reyes guardianes, después de lo cual hay un altar con un dios protector llamado Gonkhang. Este espacio está decorado con varias piezas de arte budista hechas de seda llamadas Tankhas.

## Tsulaklakang
En la capilla principal del templo Tsulaklakang se encuentran pinturas al fresco e ídolos de Buda y una estatua de bronce de Shakyamuni Buda, que es el dios principal del lugar. Esta imagen mide ocho metros de alto y pesa alrededor de 14 toneladas. Existen otras imágenes como el Manjushri y Maitreya que contribuyen a ayudar a la iluminación del pensamiento budista. También se pueden observar sutras en las paredes del templo.

## Galería

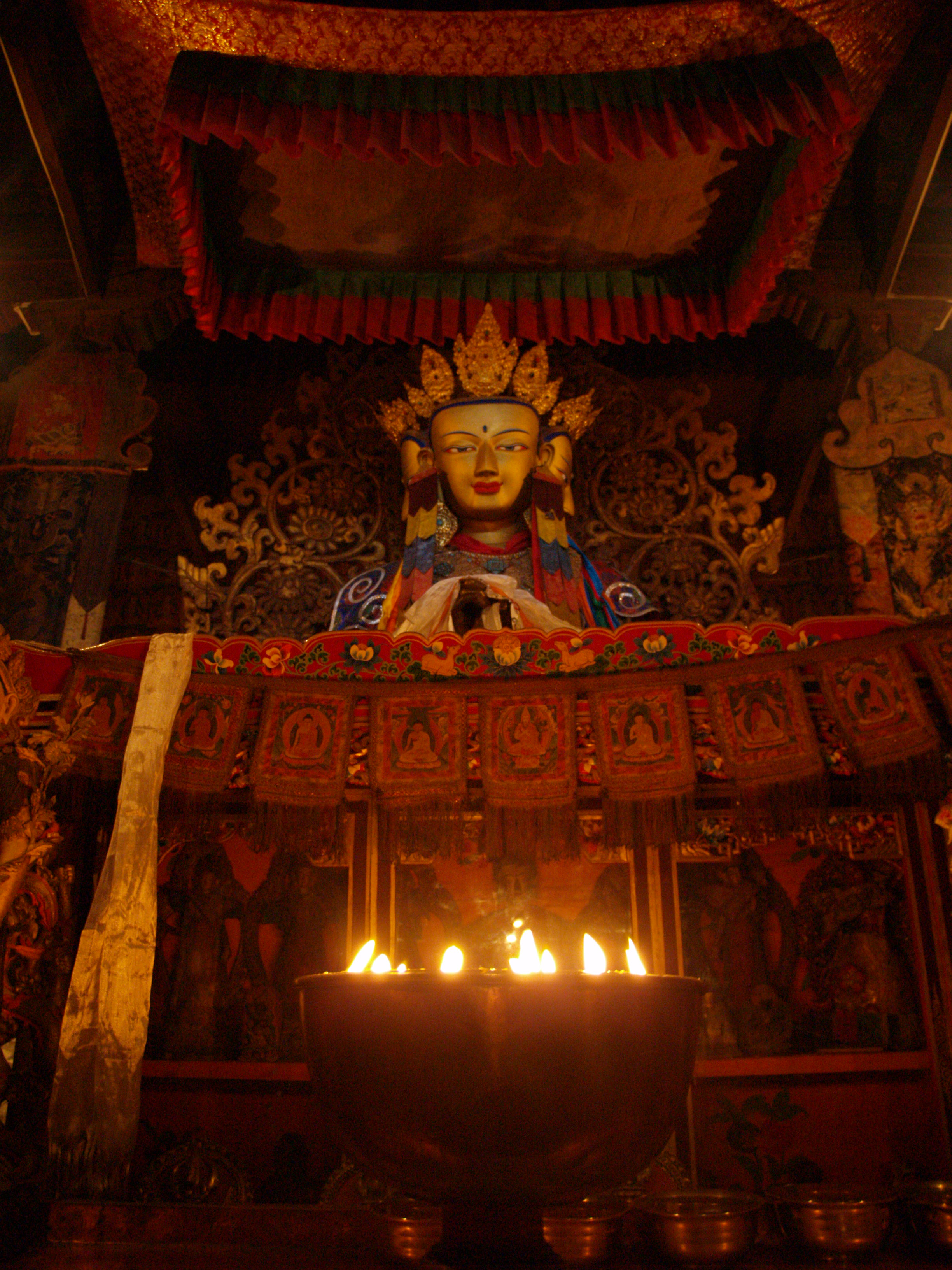
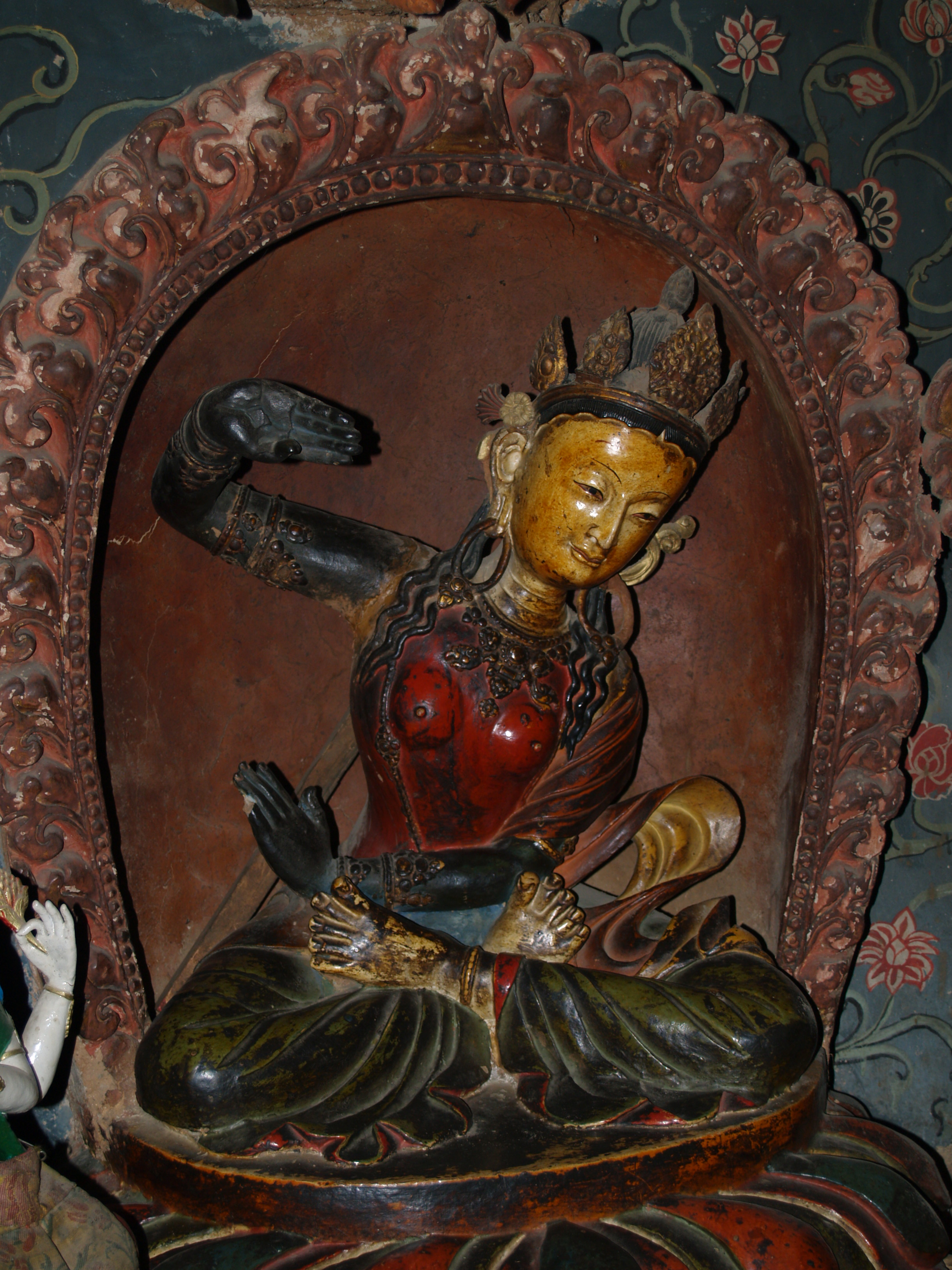
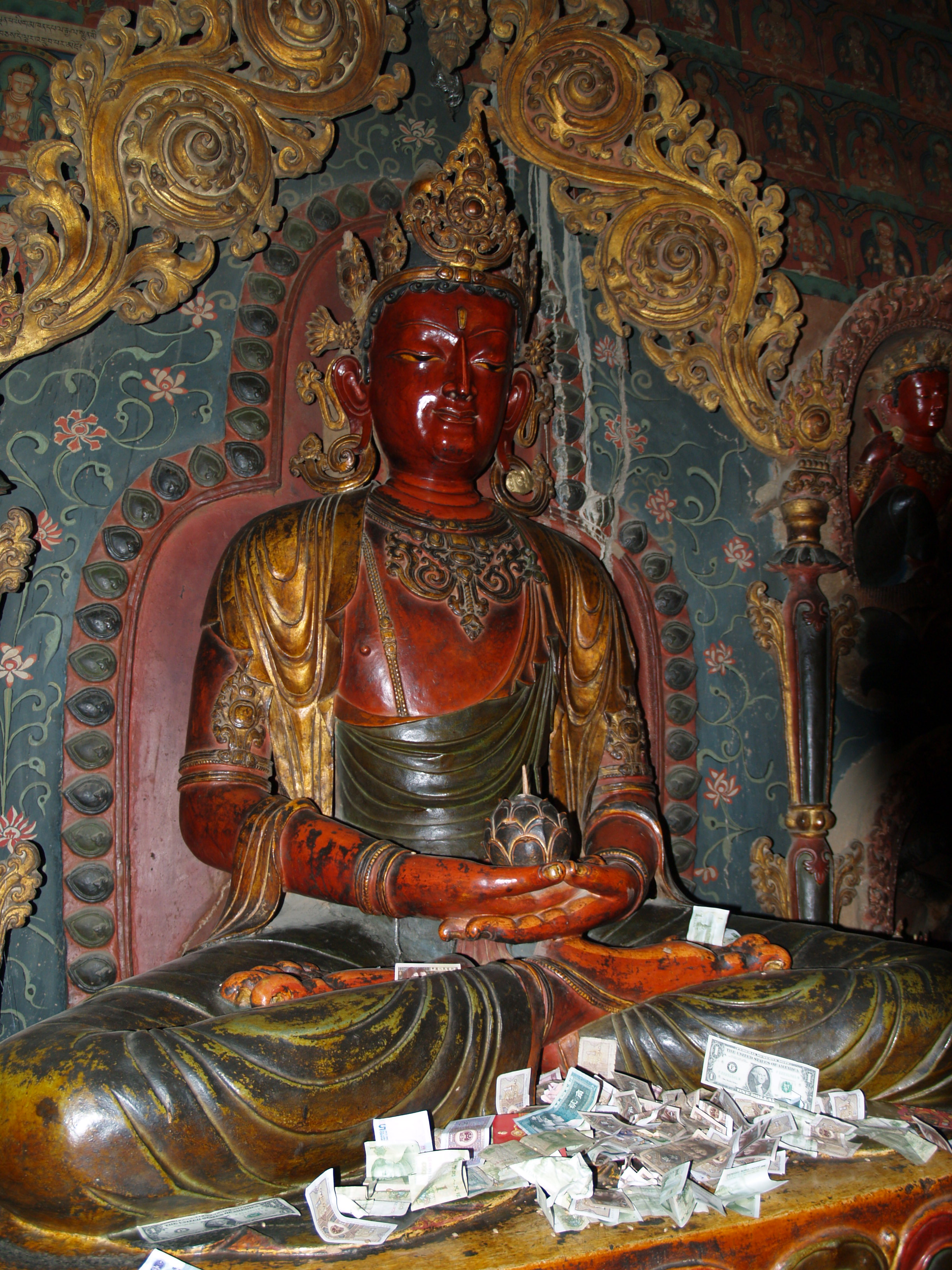
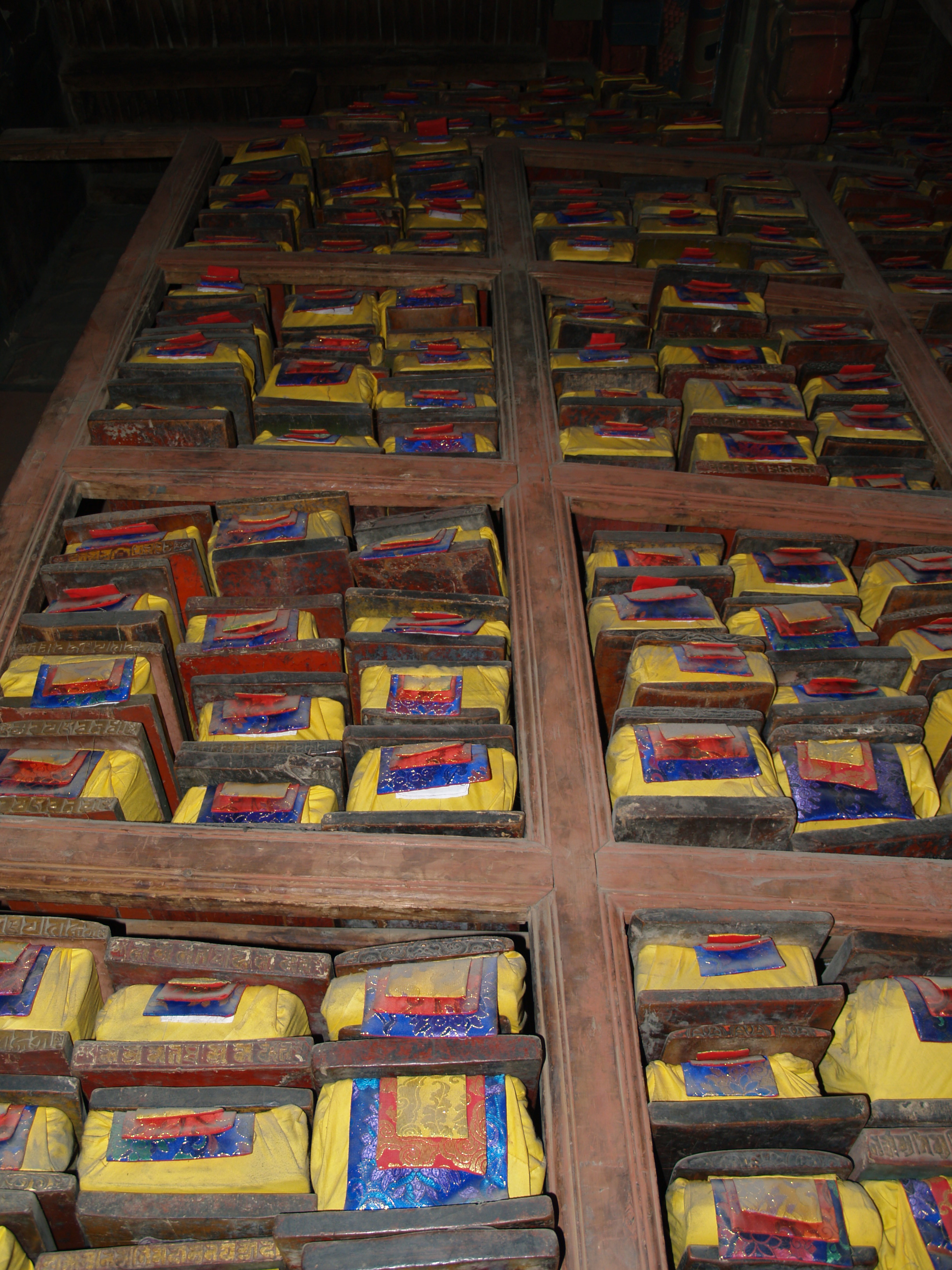